# Dispersió (química)

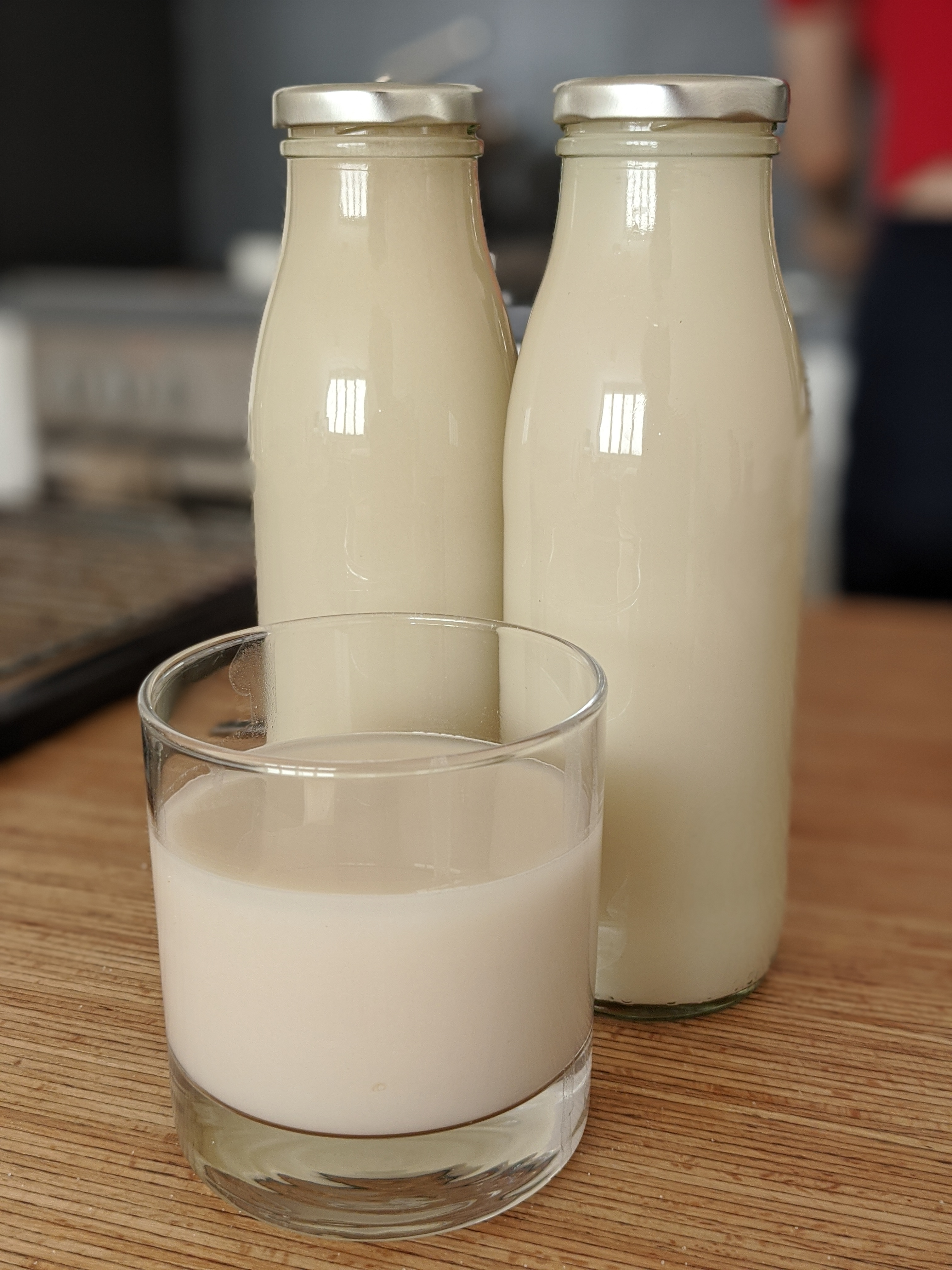
La llet és una dispersió col·loidal.

Una dispersió és un sistema heterogeni format per dues o més fases, la fase majoritària s'anomena fase dispersant i la minoritària, fase dispersa. En una dispersió la fase dispersa és en suspensió en el medi de dispersió, que pot ser un líquid, un sòlid o un gas. Quan el medi de dispersió és un líquid hom obté una escuma, una emulsió o una suspensió, segons que la fase dispersa sigui, respectivament, un gas, un líquid o un sòlid.

## Tipus

### Segons la mida de partícules dispersades
Les dispersions es poden classificar segons les dimensions del material dispersat:
1. Dispersions col·loidals: Són les dispersions més importants, estan constituïdes per partícules entre 1 nm i 0,5 μm, que no es poden detectar amb el microscopi òptic, però detectables amb l'ultramicroscopi i visibles amb el microscopi electrònic. No travessen els papers de filtre però sí les membranes semipermeables. Experimenten difusió molt lenta.[1]
2. Dispersions gruixudes: Les seves partícules tenen mides superiors a 0,5 μm i són visibles amb el microscopi òptic. No passen a través del paper de filtre, ni es dialitzen a través de membranes semipermeables. Tampoc experimenten difusió.[1]

Les mescles de partícules inferiors a 1 nm són sistemes homogenis, constituïdes per una sola fase i s'anomenen solucions. Estan constituïdes per partícules invisibles en el microscopi electrònic, passen a través de les membranes semipermeables i ultrafines i experimenten difusió ràpida.

### Segons la naturalesa de les fases
Segons la naturalesa de les fases les dispersions reben diferents noms:

#### Fase dispersant gas

Exemples de dispersions
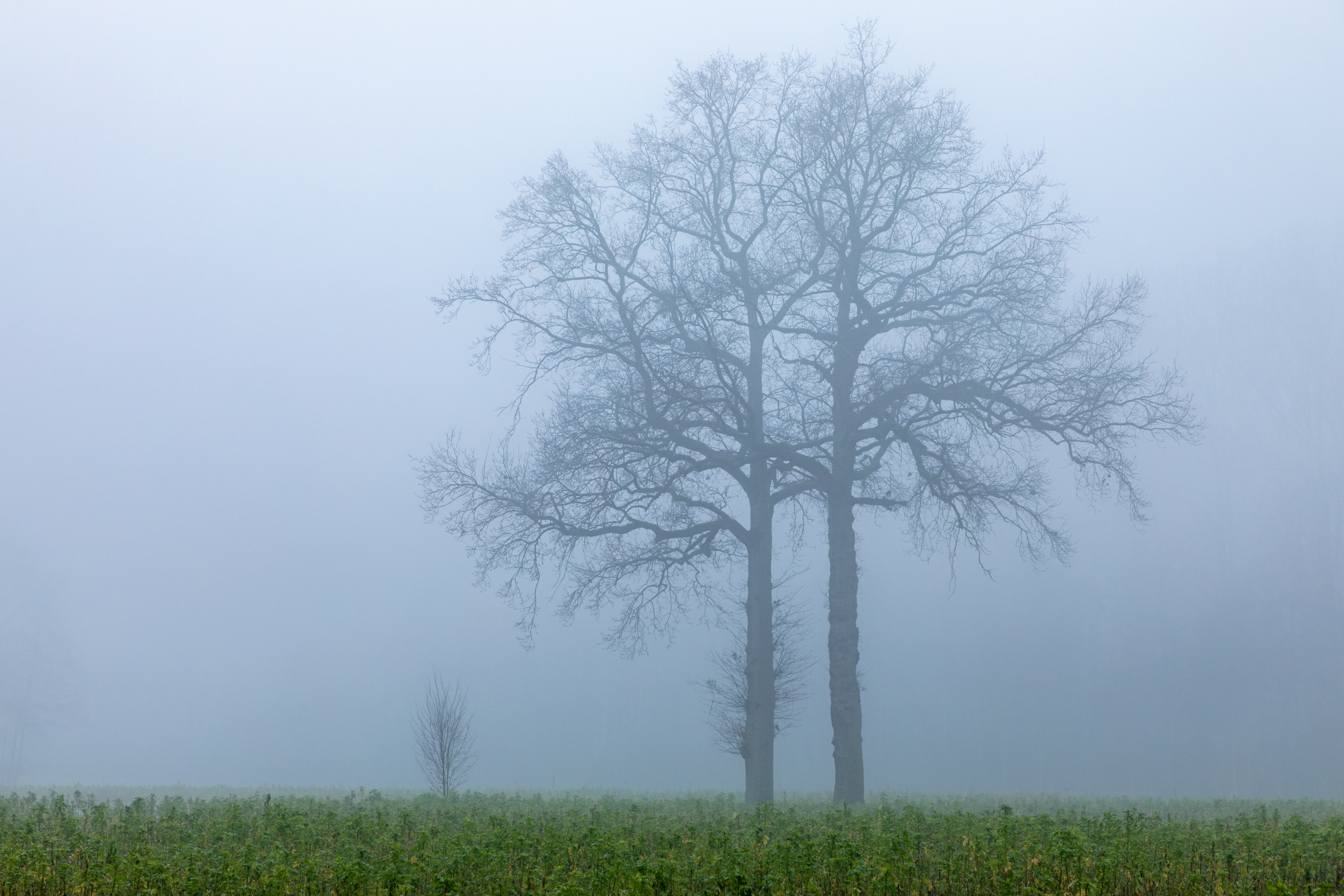
La boira és un aerosol de líquids.
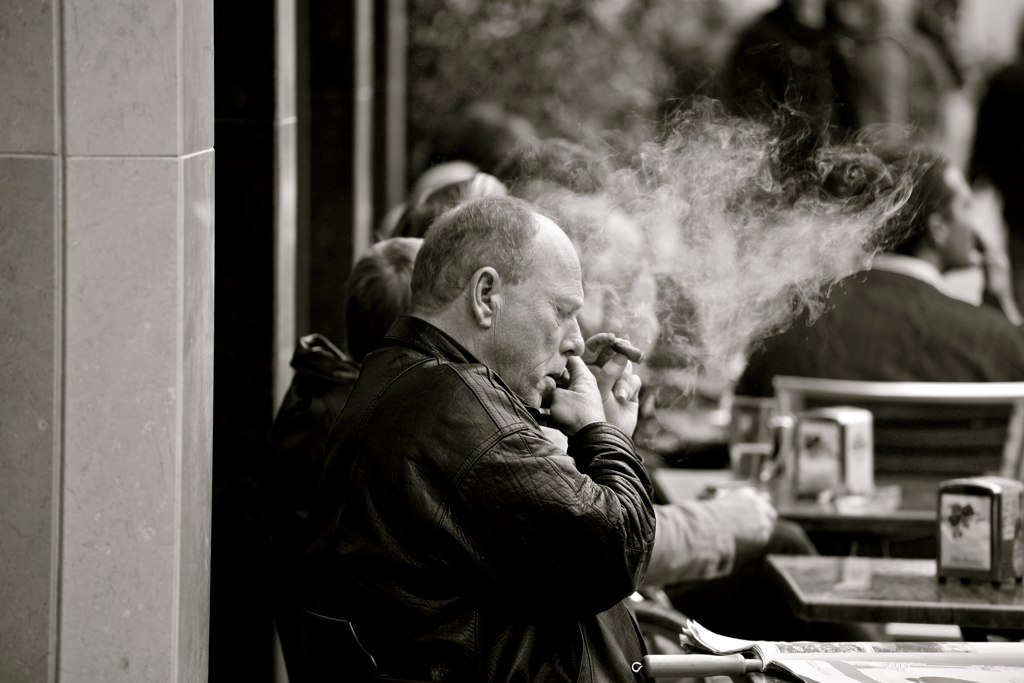
El fum del tabac és un aerosol de sòlids.
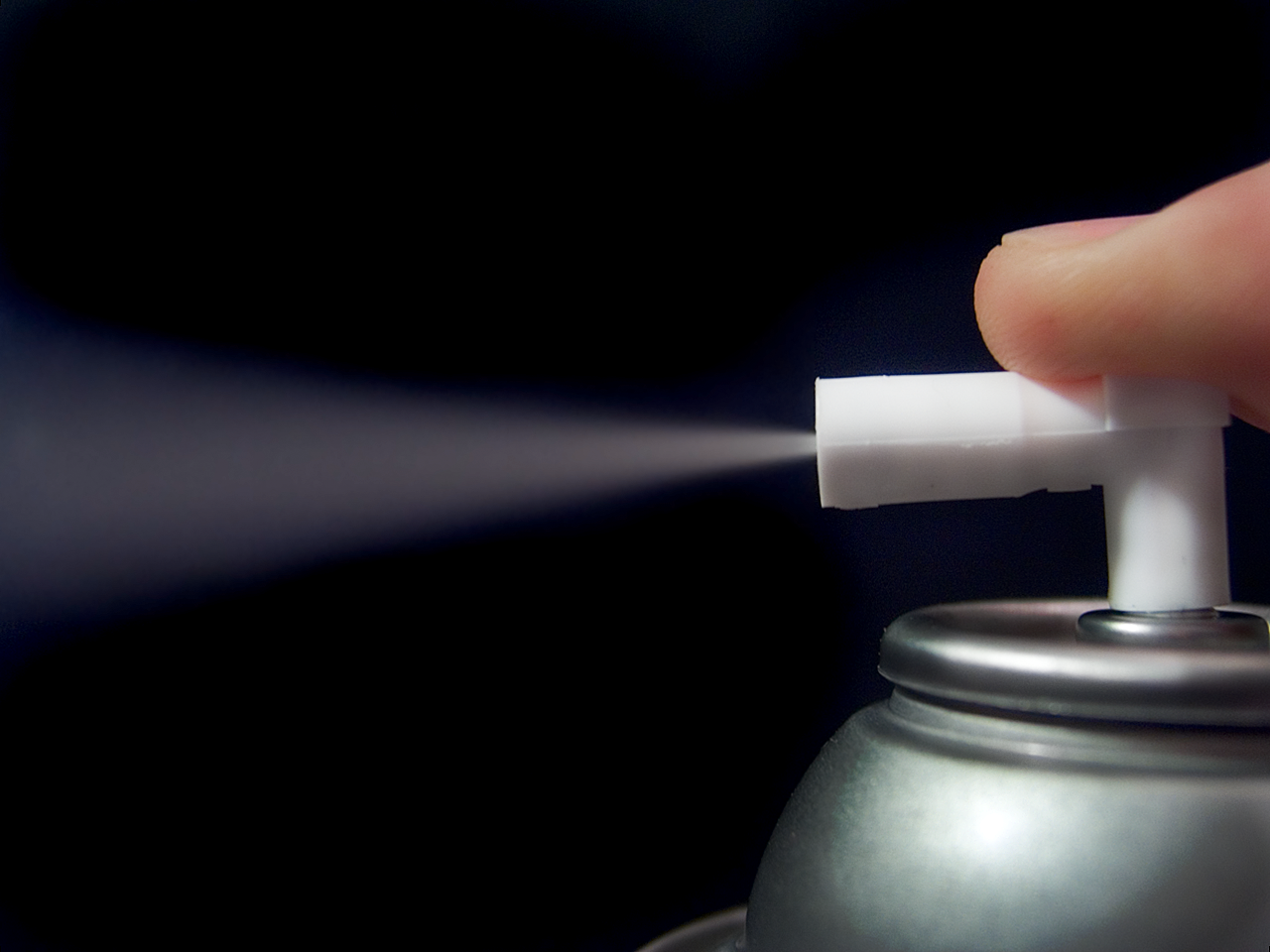
Els esprais llancen aerosols de partícules de líquid.
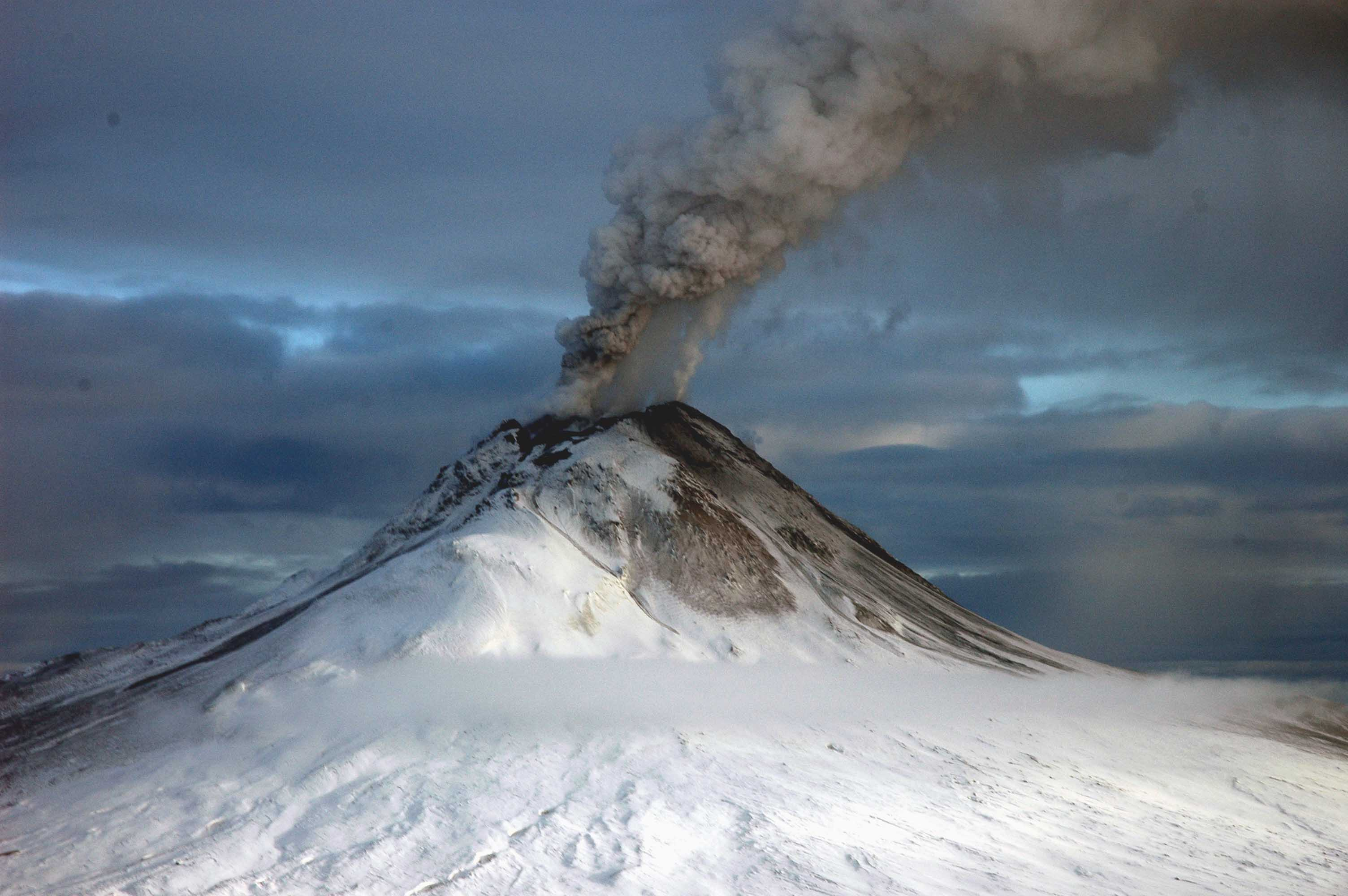
Els volcans expulsen aerosols de cendres volcàniques sòlides.
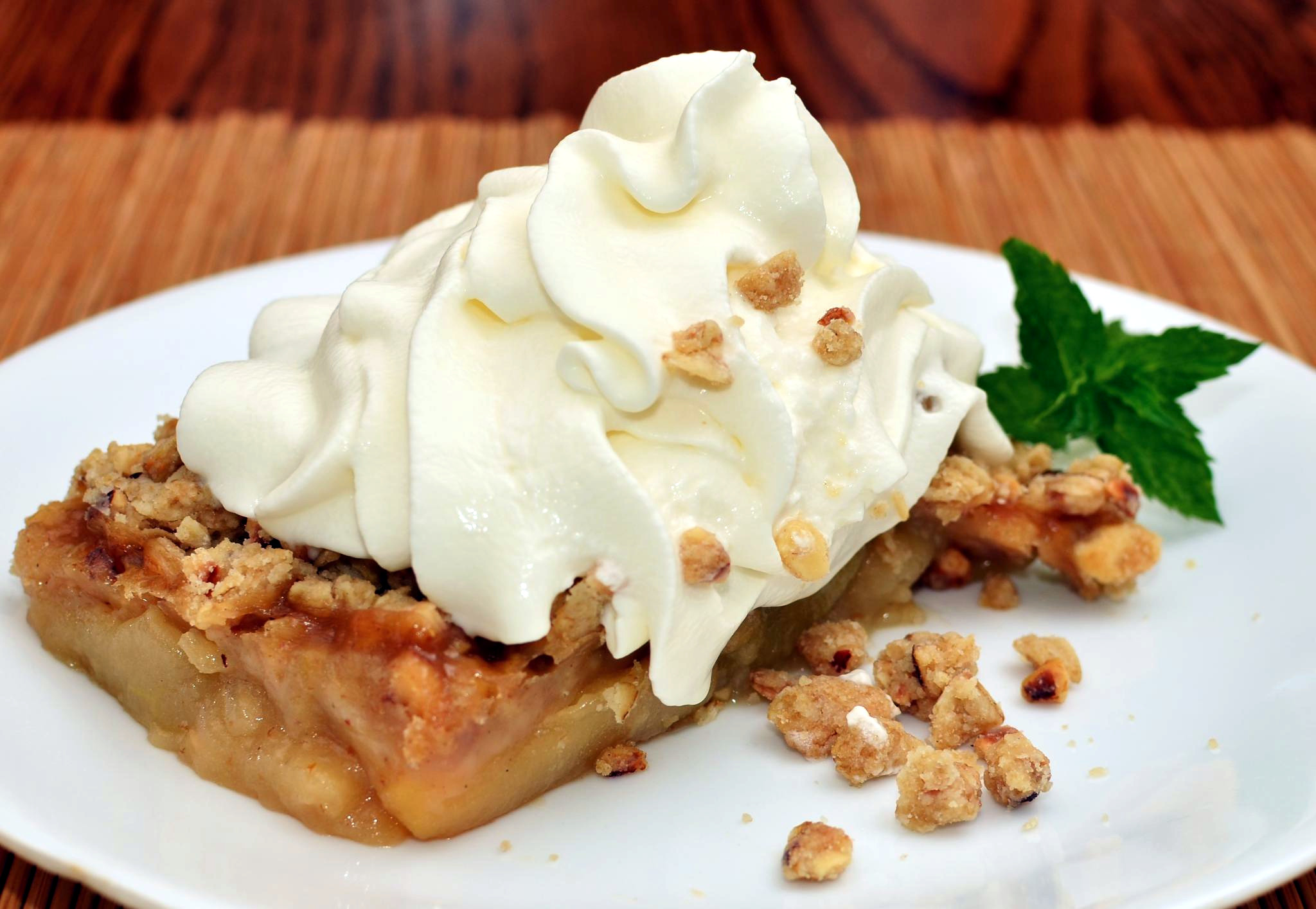
La nata muntada és una escuma.
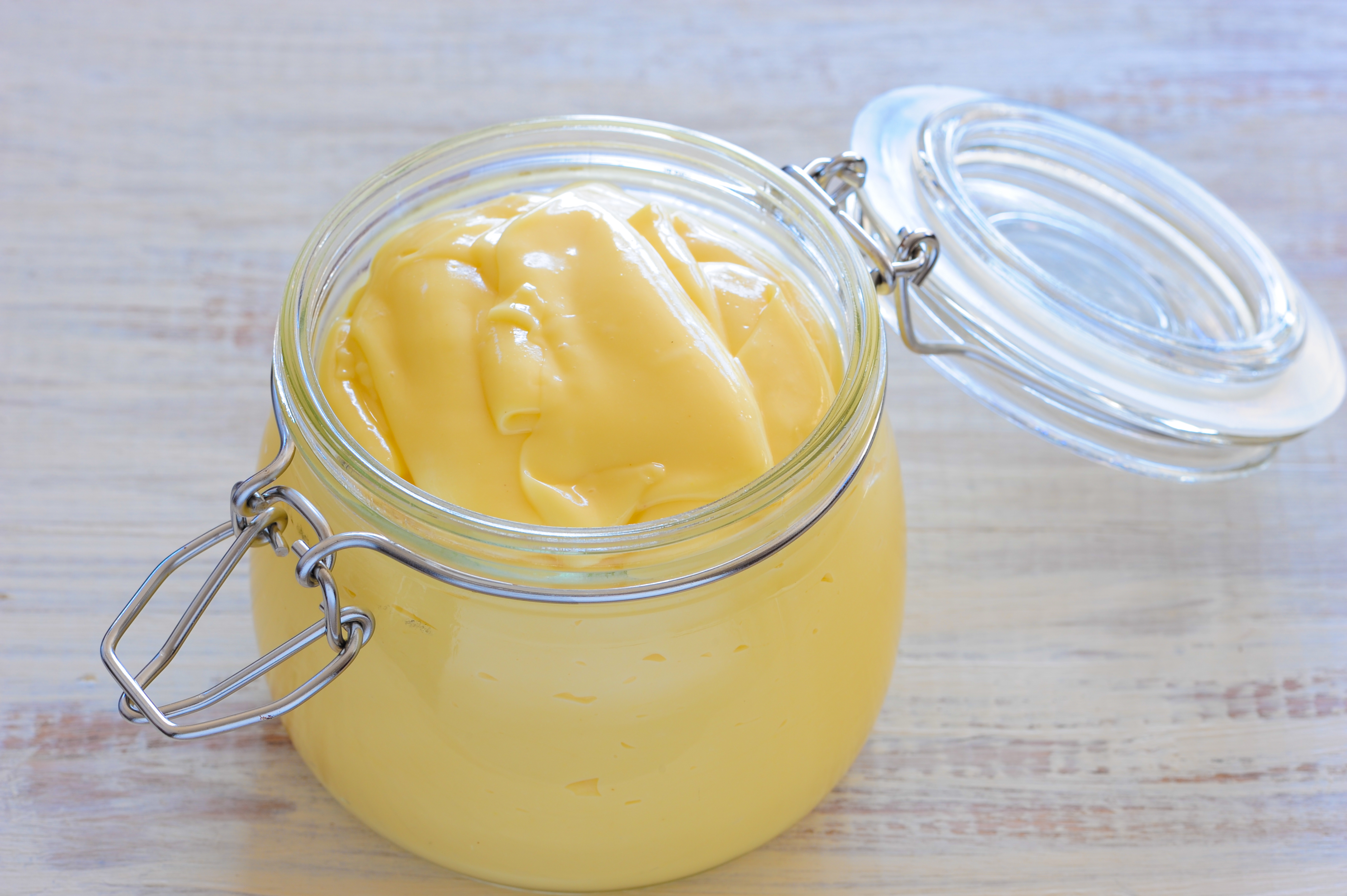
La maionesa és una emulsió.
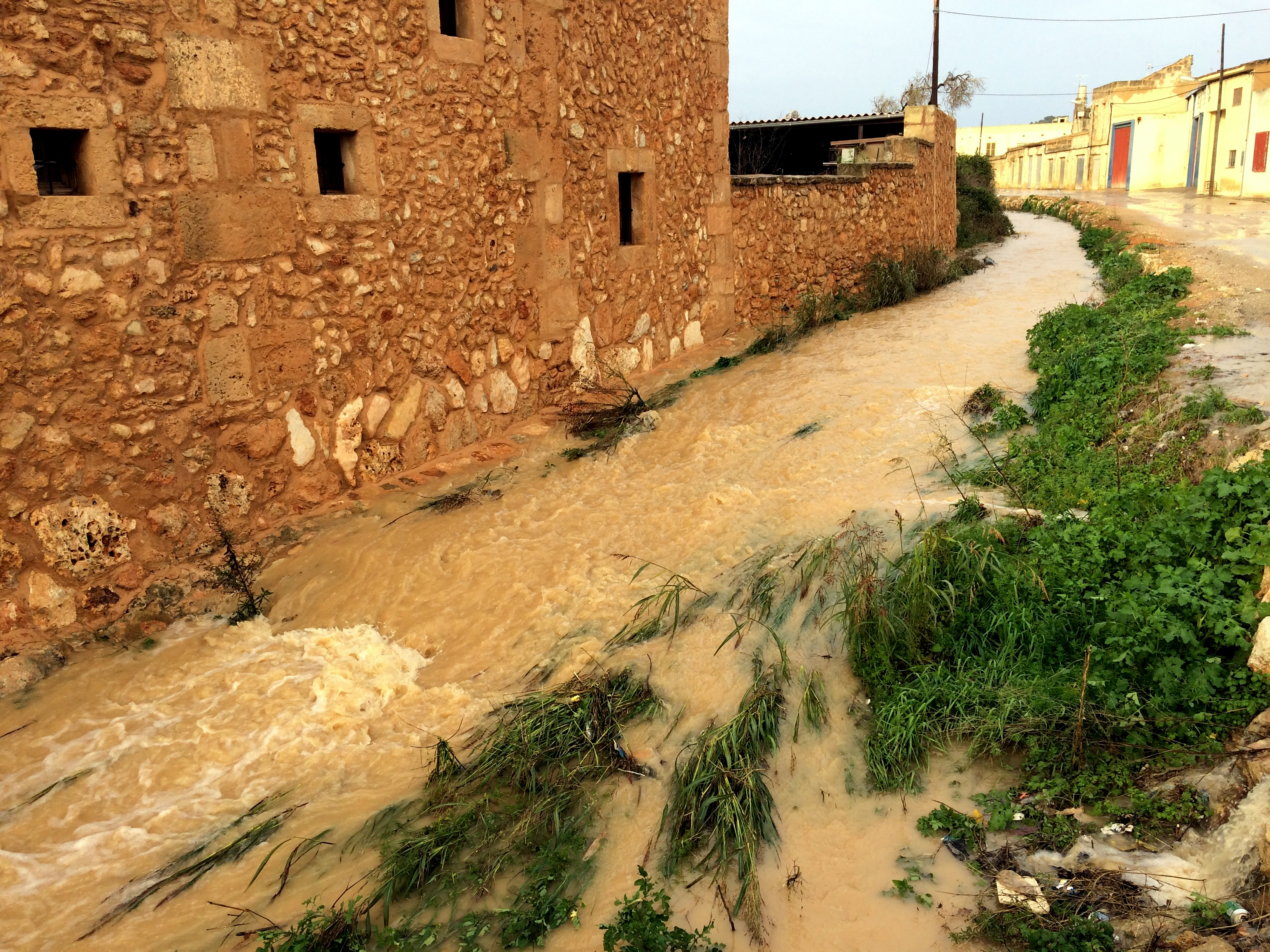
L'aigua d'una torrentada és una suspensió.
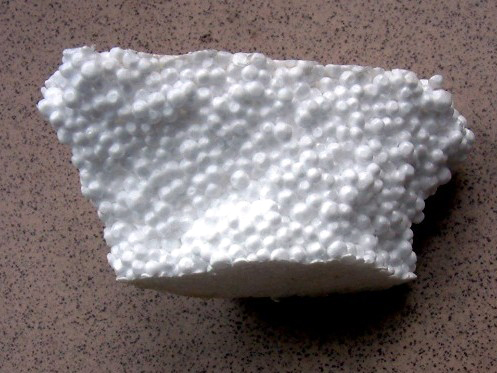
El poliestirè expandit és una escuma sòlida.
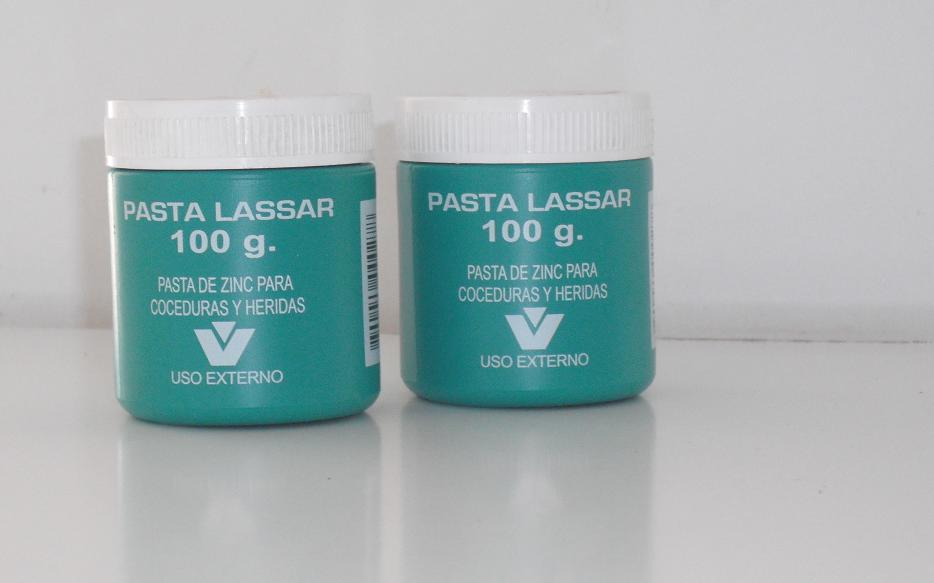
La pasta Lassar és una pasta de greixos en òxid de zinc i midó.
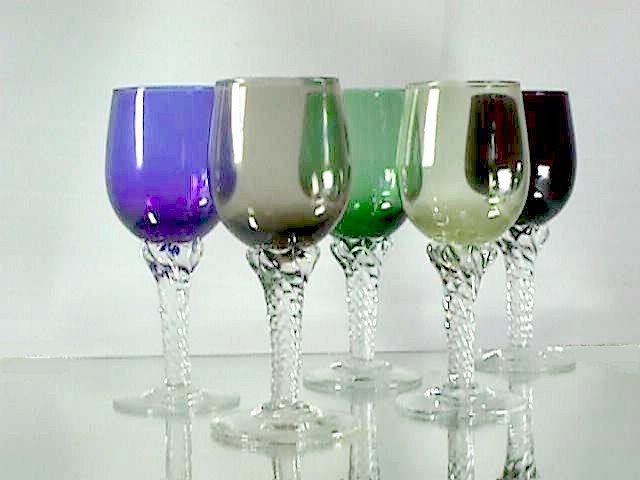
Els vidres de colors són suspensions sòlides.

- Si la fase dispersa també és un gas no dona lloc a una dispersió, sinó a una solució, ja que tots els gasos són miscibles en totes proporcions.
- Aerosol de partícules líquides. Si el medi dispers és un líquid. És el cas de la boira, dels núvols, dels esprais on petites gotes d'aigua estan disperses dins de l'aire o un altre gas.[2]
- Aerosol de partícules sòlides. El fum conté partícules sòlides entre 1 i 5 µm de diàmetre, produïdes per combustió i en suspensió dins l'aire.[3] Les boires de gel també ho són. La sal dels oceans, la pols volcànica, el pol·len, els residus de foneries industrials, els pesticides... dispersats dins de l'aire, constitueixen exemples d'aerosols de partícules sòlides. També són aerosols les suspensions de partícules de dimensions superiors a un veritable col·loide, com ara els núvols de polseguera molt fina.[2]

#### Fase dispersant líquida
- Escuma: és una dispersió d'un gas dins d'un líquid. Per exemple l'escuma de la cervesa on el gas diòxid de carboni està dispers en la cervesa; o la nata muntada.[4]
- Emulsió: si un líquid es dispersa dins d'un altre líquid, essent immiscibles, s'obté una emulsió. Per exemple la llet, la maionesa, la salsa vinagreta...[5]
- Suspensió: una suspensió és la dispersió on la fase dispersa és un sòlid i la dispersant un líquid. És el cas de l'arena dins de l'aigua; la crema de xocolata, etc.[3] Un gel és un sistema col·loidal que es presenta en forma de massa gelatinosa i té un comportament semblant al d'un sòlid elàstic; és format per un constituent macromolecular que actua com a solut i un constituent líquid o solvent. Hom coneix gels orgànics, obtinguts a partir de solucions de substàncies orgàniques de natura proteica o macromolecular, i gels inorgànics, formats per precipitats molt lleugers, d'hidròxid d'alumini, de ferro o de sílice col·loidal.[6]

#### Fase dispersant sòlida
- Escuma sòlida. Si un gas es dispersa dins d'un sòlid s'obté una escuma sòlida, és el cas del poliestiré expandit utilitzat per a l'embalatge i l'aïllament tèrmic; o de la goma escuma, que es fa servir en la fabricació de matalassos, coixins i mobiliari per al seu confort.[4]
- Emulsió sòlida. Un líquid si es dispersa dins d'un sòlid dona una emulsió sòlida. Per exemple algunes pastes dispersen lanolina i vaselina en òxid de zinc i midó per prevenir les irritacions de la pell; o les cremes de mans que contenen oli i aigua dispersades dins una cera sòlida. També són suspensions sòlides les amalgames, que són aliatges de mercuri (líquid) en un altre metall (sòlid) com ara or, argent, coure, estany, cadmi, zinc, sodi, etc.[7]
- Suspensió sòlida. És una dispersió de dos sòlids.[3] En són exemples els plàstics reforçats amb fibres de vidre; o la pols de sílice en làtex i poliuretà per augmentar la resistència, la rigidesa i la resistència a la compressió dels materials resultants. També ho són els vidres de colors.[8]

## Diferències amb les dissolucions

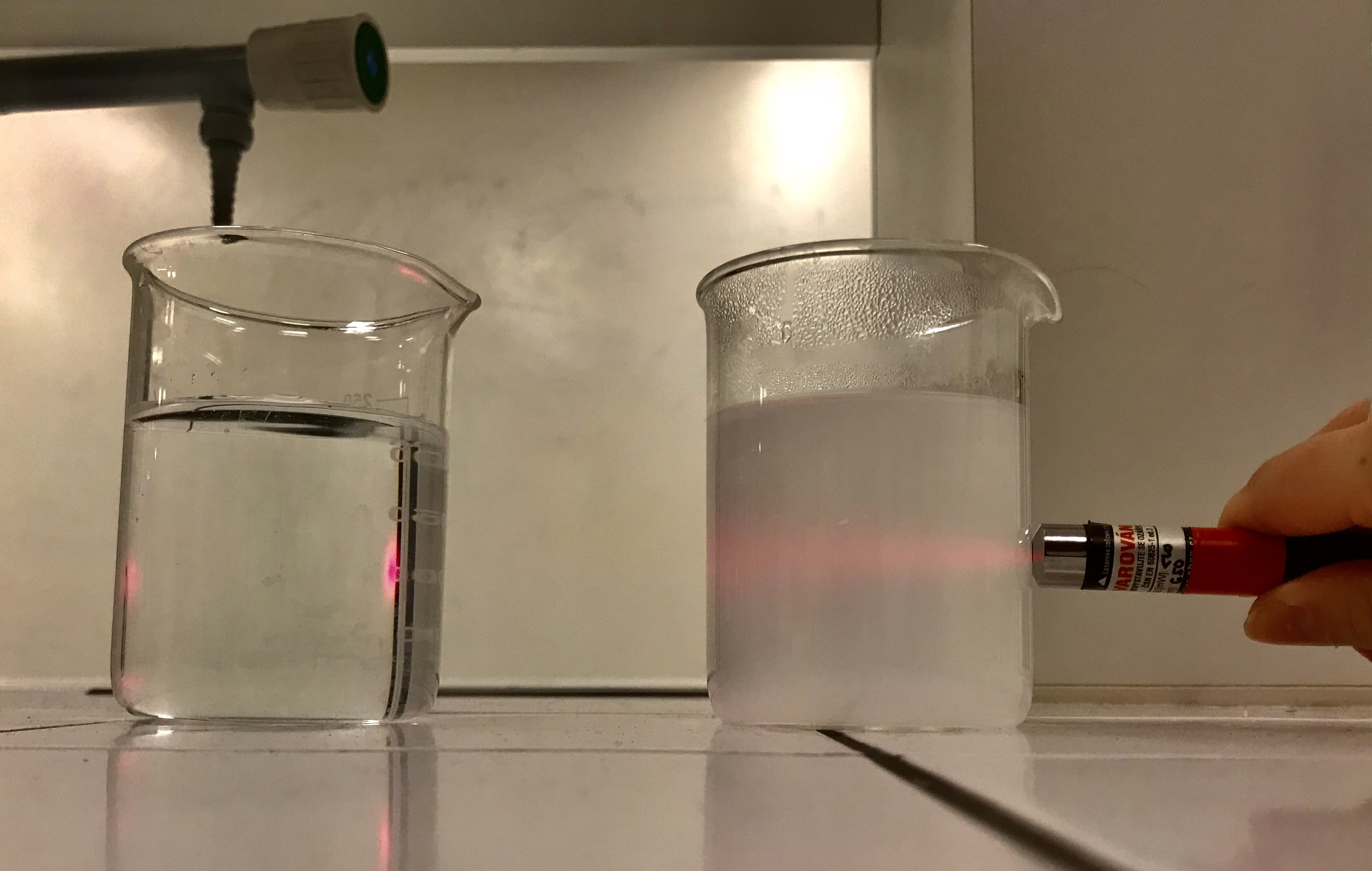
La llum produeix efecte Tyndall a la dispersió de la dreta, però no a la solució de l'esquerra.

Les dispersions es defineixen com una mescla en què les partícules d'un compost es dispersen en una fase contínua d'un altre component. La diferència amb les solucions més destacada és la presència en les dispersions de diferents fases mentre que a les solucions només hi ha una sola fase. Els components de les dispersions són immiscibles, la qual cosa provoca la formació de diferents fases. A causa de les diferents fases, en les dispersions que no siguin opaques, un feix de llum que les travessa es dispersa, fenomen que s'anomena efecte Tyndall.
A diferència de les solucions, les dispersions poden ser mescles heterogènies o homogènies, i les partícules de les dispersions es poden separar mitjançant mètodes de separació basats en la diferència de mida, com la filtració. A diferència de les solucions, les partícules de les suspensions finalment sedimenten quan queden en repòs un temps suficient. Els col·loides són mescles homogènies, però ennuvolats que es consideren una mena d'intermediari entre les solucions i les suspensions. Com les solucions, les partícules dels col·loides no sedimenten quan es deixen en repòs, no obstant això, un feix de llum que els travessa es dispersa (efecte Tyndall).

## Aplicacions
Les dispersions són una part integral dels processos naturals i industrials. Hi ha diverses aplicacions de les dispersions que s'han utilitzat durant molt de temps, així com les noves aplicacions desenvolupades recentment. Les principals àrees d'aplicació de les dispersions són en els camps de: pintures, vernissos, tintes, recobriments, electrònica, cosmètics, productes alimentaris, lubricants, líquids refrigerants, productes farmacèutics i protecció ambiental.

### Pintura

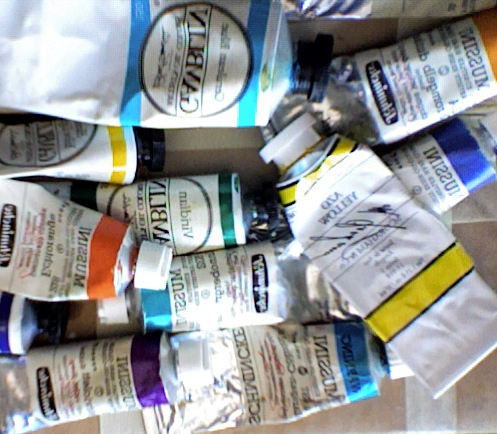
Els tubs de pintura duen els pigments sòlids dispersats en un líquid (aigua, oli…).

En la indústria de la pintura, es fa servir la dispersió de les partícules de pigment en diversos mitjans. Les pintures «làtex» usen les dispersions a base d'aigua de les molècules de pigment, mentre que les pintures convencionals són sovint dispersions de pigment a base d'oli. A més de les tintes tradicionals a base de solucions, també s'han emprat tintes col·loidals durant molt de temps. Les dispersions col·loidals de carbó negre i oli es fan ús en la tinta dels diaris. Un enfocament nou per a les tintes utilitza les dispersions de grafè en un mitjà a base d'aigua amb estabilitzadors polimèrics com el poli(alcohol vinílic) (PVA) o la cel·lulosa etílica. Les tintes de grafè, a diferència de les tintes convencionals, ofereixen una àmplia varietat d'aplicacions, des de circuits conductors flexibles fins a dispositius d'emmagatzematge d'energia. Les tintes de grafè combinen les excel·lents propietats del grafè com la conductivitat elèctrica i l'àrea superficial específica elevada amb la fluïdesa ajustable de les dispersions. Aquesta mescla injectable i imprimible de grafè s'usa en els elèctrodes impresos en 3D de les bateries recarregables, microsupercondensadors, circuits conductors flexibles, sensors electroquímics, transistors de pel·lícula prima (TFT), transistors d'efecte de camp basats en carboni (FET) i moltes altres àrees d'aplicació.

### Cosmètica

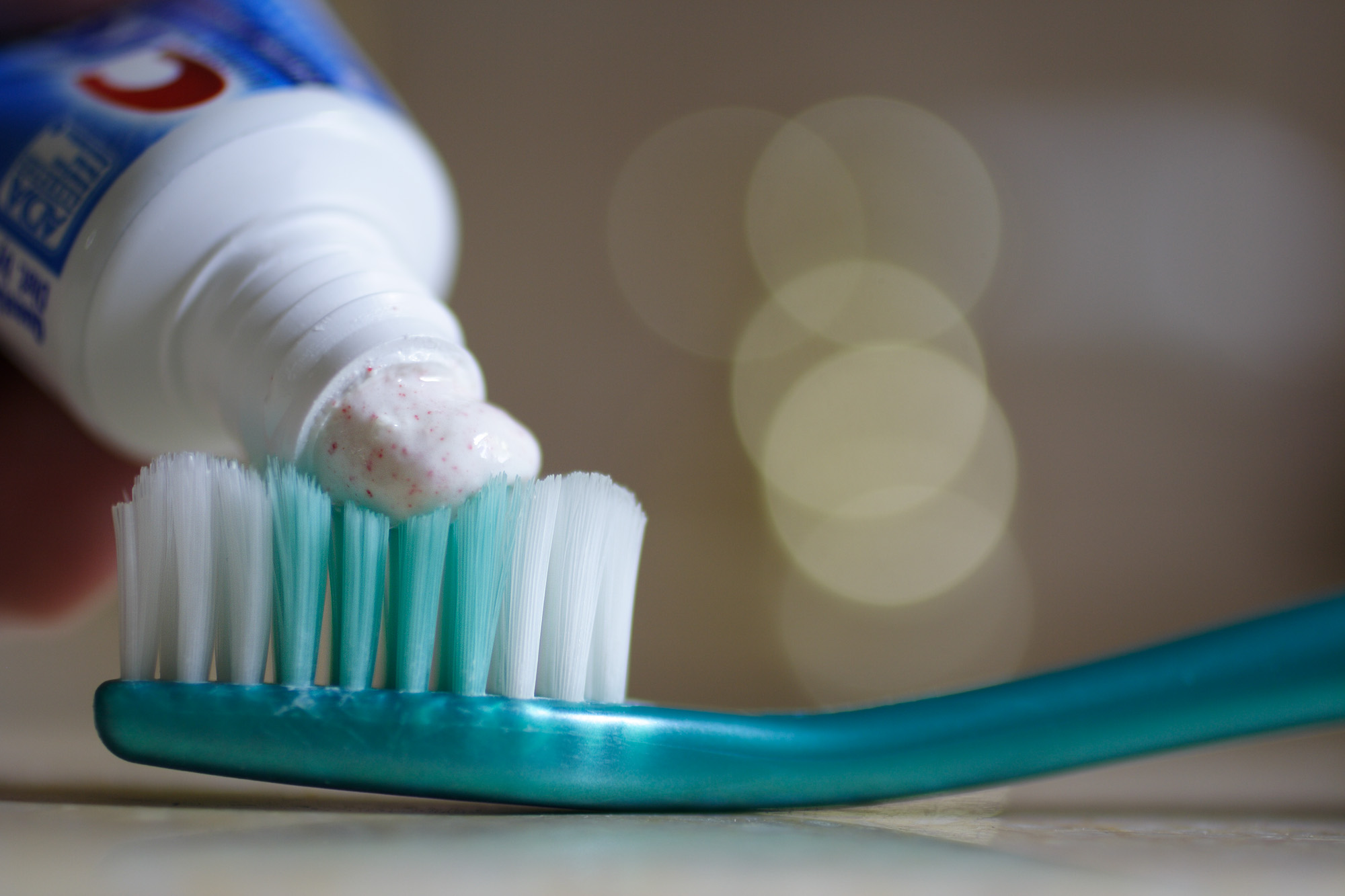
Pasta de dents és una emulsió (dispersió de dos líquids insolubles)..

La indústria de la cosmètica és una altra que utilitza sovint les dispersions en els seus productes. Els productes de maquillatge i cura de la pell, així com els articles de tocador com la pasta de dents i els xampús, es basen en emulsions i col·loides. Les cremes solars contenen comunament nanopartícules dispersades d'òxid de zinc en fases contínues a base d'oli o d'aigua, les cremes estan basades en emulsions d'oli i aigua, mentre que les bases i correctors són dispersions de pigments en oli o aigua.

### Indústria alimentària

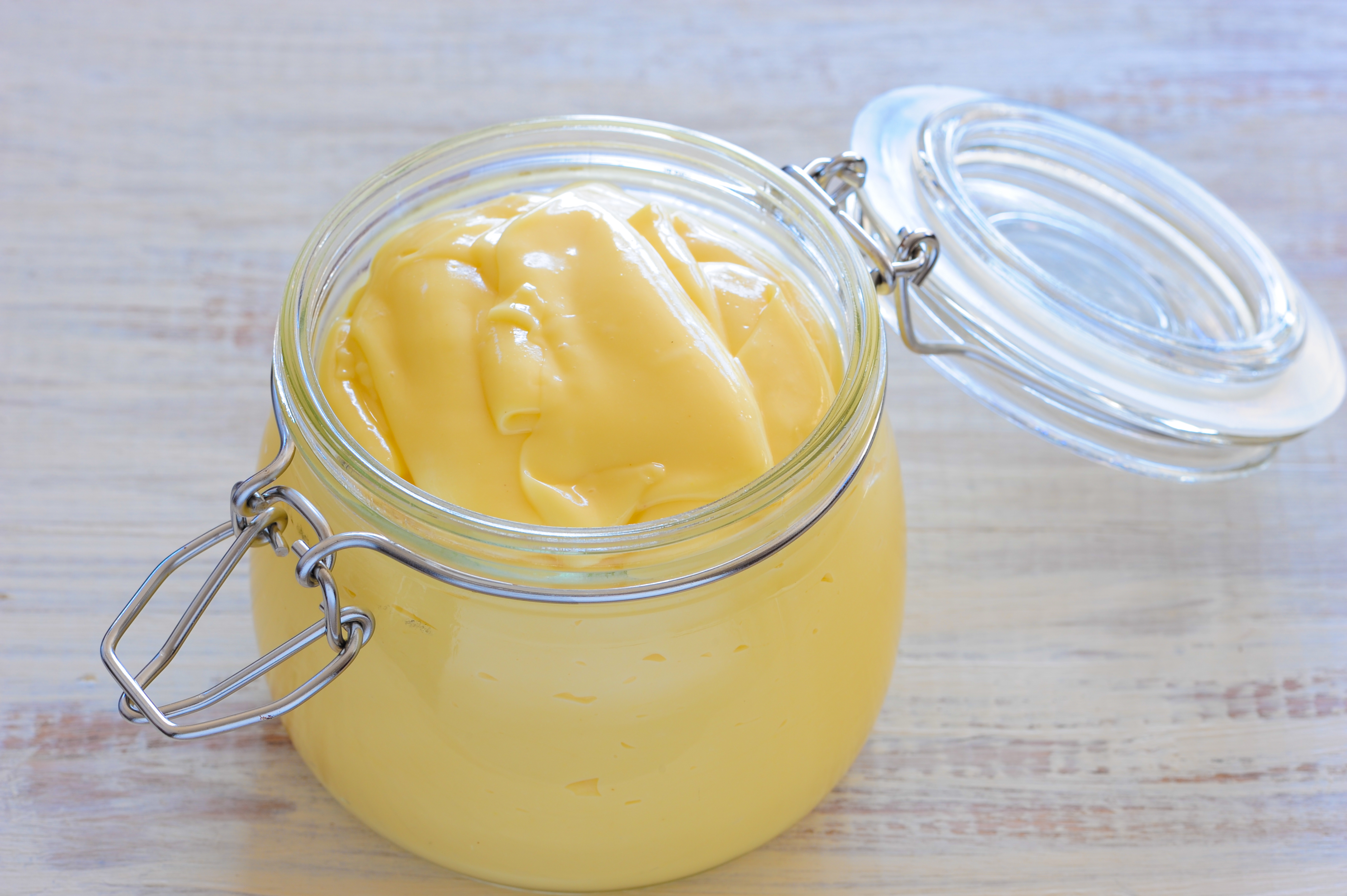
Maionesa és una emulsió (dispersió de dos líquids insolubles).

Una altra indústria que depèn molt de les dispersions és la indústria alimentària. La majoria dels productes alimentaris són essencialment dispersions com la llet, el gelat, les melmelades, les gomes, la mantega i la maionesa. Així, comprendre el comportament de les dispersions i els mitjans per manipular les seves propietats, com la seva estabilitat, ocupa un lloc important a la indústria alimentària. S'utilitzen diversos compostos en aquestes dispersants com estabilitzadors, agents aromatitzants o colorants alimentaris. La viscositat i la textura dels productes alimentaris també es manipulen mitjançant l'ús de col·loides alimentaris.

### Indústria farmacèutica

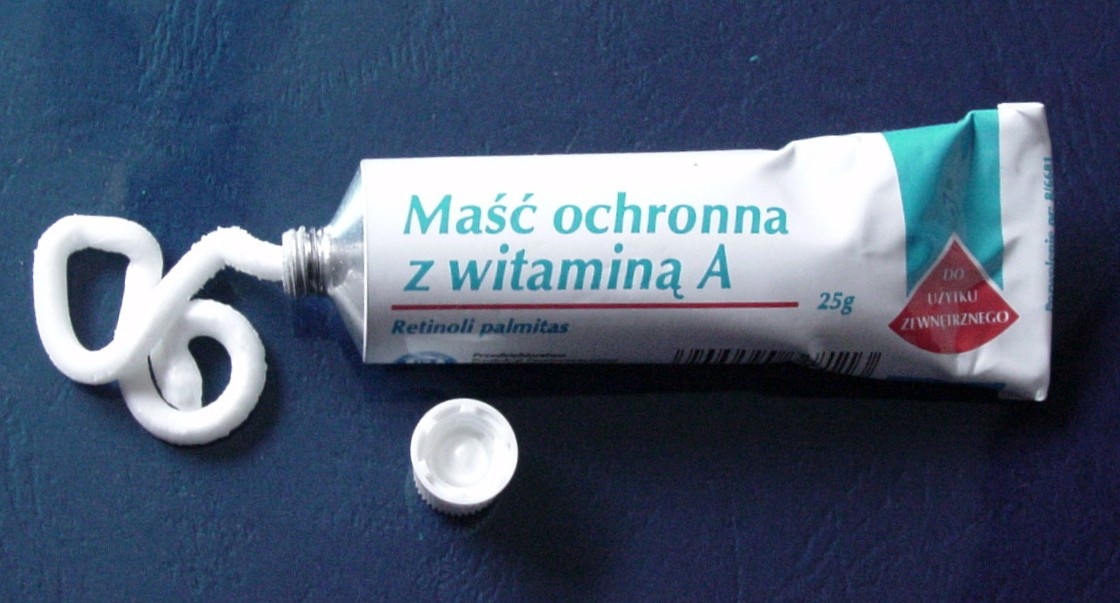
Les pomades són emulsions d'aigua en oli A/O.

La indústria farmacèutica ha fet servir les dispersions durant molt de temps en medicaments convencionals com xarops per a la tos o comprimits efervescents. Els xarops de pols d'azitromicina dispersat en un medi líquid de sacarosa i cel·lulosa, és un bon exemple de suspensions usades a la indústria farmacèutica. Altres exemples de dispersants en aplicacions farmacèutiques són les solucions col·loidals d'argent com l'Argyrol i el Protargyrol fetes servir com a col·liris; el sofre col·loidal utilitzat com a desinfectant; l'or col·loidal, el calci i el ferro que s'utilitzen com a tònics. A més, les dispersions han cridat recentment l'atenció a les aplicacions de lliurament de medicaments. L'àrea superficial augmentada dels materials en les dispersions i la mobilitat del medi continu permeten un gran candidat per al lliurament de medicaments dirigit.

### Medi ambient
Les dispersions també s'empren en aplicacions de protecció ambiental. Els les potabilitzadores d'aigua i depuradores fan servir les dispersions d'alumini i ferro(III) per eliminar les partícules indesitjades a les aigües potables i a les aigües residuals. La turbidesa de l'aigua es facilita comunament amb la dispersió d'agents coagulants. Aquests agents coagulants són normalment sals metàl·liques que indueixen la precipitació de partícules indesitjades a l'aigua. A més, els processos de tractament de la contaminació atmosfèrica també usen les dispersions. L'ús de sorra electritzada o iodur d'argent indueix la pluja artificial per coagulació dels niguls a l'aire. Aquests materials es dispersen a l'aire llançant-los des d'un avió i s'utilitzen per reduir la contaminació atmosfèrica.

### Altres
Les dispersions de nanomaterials aïllants tèrmicament i elèctricament s'utilitzen en els recobriments per desenvolupar barreres òptiques, tèrmiques i elèctriques en equips industrials. Les dispersions també s'utilitzen com a agents espessidors en diverses indústries. La cel·lulosa microcristal·lina col·loidal, la sílice fumada i la cel·lulosa carboximetílica són exemples comuns de materials col·loidals espessidors. Especialment, la sílice fumada s'utilitza àmpliament a la indústria del ciment com a agent de control del flux i de reforç.